# 군산아리울초등학교
군산아리울초등학교는 대한민국 전북특별자치도 군산시에 있는 공립 초등학교이다.

## 학교 연혁
- 2012년 5월 8일 : 개교

## 참고 자료
- 군산아리울초등학교 - 한국교육학술정보원 학교알리미